# 도망자 (1963년 드라마)
《도망자》(The Fugitive)는 1963년 9월 17일부터 1967년 8월 29일까지 ABC에서 방영한 텔레비전 드라마이다.
- 1966년 제18회 프라임타임 에미상 드라마 시리즈 부문 작품상을 수상했으며, 2002년 TV 가이드에서 선정한 역대 최고의 텔레비전 쇼 50편 가운데 36위를 차지했다.[1] 2019년 롤링 스톤지는 진범 "외팔이"를 역대 최고 텔레비전 속 악당 40인 중 36위에 올렸다.[2]

- 국내방영 대한민국 1978년 9월에서 TBC 동양방송 첫 처음 방영 시작 받고 ~ 1979년 2월까지 하였다.
- 1980년 11월 TBC 동양방송 인수 하고 종료 하였다.
- 1982년 9월 MBC 문화방송에서 2년만에 방영 이동 받고 바뀌고 재방영 시작 받고 ~ 1983년 7월까지 방영 하였다.
- 1984년 9월 KBS2 한국방송에서 1년만에 방영 이동 받고 바뀌고 재방영 시작 받고 맏기게 되고 ~ 1985년 7월까지 방영 하였다.

## 개요
아내의 피살 사건에서 부당하게 살인범으로 몰려 사형 선고를 받은 의사 리처드 킴블은 사형 집행을 받기 위해 옮겨지던 중 타고 있던 기차가 탈선하자 이를 기회로 삼아 도주한다. 리처드는 반항 경찰 부서장 필립 제라드의 추격을 피해 "외팔이"라는 단서 하에 진범을 찾아 전미를 돌아다닌다.

## 출연진
- 데이비드 잰슨 - 리처드 킴블 역
- 배리 모스 - 필립 제라드 역